# Liberty Stadium (Ibadan)
Das Liberty Stadium (deutsch Freiheits-Stadion) ist ein Mehrzweckstadion in Ibadan in Nigeria. Es hat eine Kapazität von 25.000 Plätzen und wird heute hauptsächlich für Fußballspiele genutzt. Der Verein Shooting Stars FC trägt hier regelmäßig Heimspiele aus.
Im Jahr 1980 fanden im Stadion insgesamt sieben Spiele der Fußball-Afrikameisterschaft statt, darunter sechs Vorrundenspiele und ein Halbfinale. 1999 war das Stadion einer der Spielorte der Junioren-Fußballweltmeisterschaft. Bei dem Turnier wurden hier sechs Vorrundenspiele, ein Achtel- und ein Viertelfinale ausgetragen.